# Itália nos Jogos Olímpicos de Inverno de 1968
A Itália competiu nos Jogos Olímpicos de Inverno de 1968, realizados em Grenoble, França.